# CV Pòrtol
Club Voleibol Pòrtol – hiszpański męski klub siatkarski z Palma de Mallorca na Majorce założony w 1993 roku. Trzykrotny mistrz Hiszpanii, dwukrotny zdobywca Pucharu Hiszpanii oraz trzykrotny zdobywca Superpucharu Hiszpanii.

## Historia
CV Pòrtol założony został w 1993 roku. Męska drużyna w sezonie 1997/1998 awansowała do Primera División Nacional (trzeci poziom rozgrywek klubowych), a w następnym sezonie (1998/1999) – do Ligi FEV (drugi poziom rozgrywek klubowych). W sezonie 1999/2000 zajęła drugie miejsce w Lidze FEV, natomiast w sezonie 2000/2001 – wywalczył awans do Superligi.
W sezonie 2001/2002 klub występował w Superlidze pod nazwą Festival Park Marratxi – CV Pòrtol, zajmując 10. miejsce. Rok później poprawił swoją lokatę, kończąc rywalizację na 7. miejscu. W latach 2003–2006 klub występował pod nazwą Son Amar Palma, zdobywając dwa brązowe medale Superligi (2004, 2005) oraz pierwsze w historii klubu mistrzostwo Hiszpanii (2006). W latach 2005 i 2006 zdobywał również Puchar Hiszpanii. W sezonie 2005/2006 drużyna doszła do finału Pucharu Top Teams, przegrywając z włoskim zespołem Copra Berni Piacenza.
Od sezonu 2006/2007 do końca sezonu 2007/2008 klub przyjął nazwę Drac Palma. W tym czasie drużyna zdobyła dwa mistrzostwa Hiszpanii. W latach 2008–2011, po fuzji z CV Ícaro, klub grał pod nazwą Palma Volley. W sezonie 2008/2009 zdobył brązowy medal mistrzostw Hiszpanii. Po zakończeniu sezonu 2008/2009 prezesem klubu przestał być Ricardo Ramos, jego założyciel i pomysłodawca. Nowym prezesem został Carmen Gayà. Z drużyny odeszli niemal wszyscy zawodnicy, a także trener Marcelo Méndez, z którym CV Pòrtol osiągnął największe sukcesy. W dwóch kolejnych sezonach (2009/2010 i 2010/2011) klub zajmował kolejno 4. i 5. miejsce w Superlidze.
29 września 2011 roku zarząd CV Pòrtol poinformował Królewski Hiszpański Związek Piłki Siatkowej o wycofaniu się z Superligi ze względu na trudną sytuację ekonomiczną klubu.

## Nazwy klubu
- 1993-1999 CV Pòrtol
- 1999-2001 Reatrap Pòrtol
- 2001-2002 Festival Park Marratxi
- 2002-2003 Festival Park
- 2003-2006 Son Amar Palma
- 2006-2008 Drac Palma
- 2008-2011 Palma Volley

## Bilans sezon po sezonie
| Sezon     | Rozgrywki ligowe          | Rozgrywki ligowe | Puchar Króla Hiszpanii | Superpuchar Hiszpanii | Puchary europejskie                        |
| Sezon     | Poziom                    | Miejsce          | Puchar Króla Hiszpanii | Superpuchar Hiszpanii | Puchary europejskie                        |
| --------- | ------------------------- | ---------------- | ---------------------- | --------------------- | ------------------------------------------ |
| 1998/1999 | Primera División Nacional | 1. miejsce       |                        |                       |                                            |
| 1999/2000 | Liga FEV                  | 2. miejsce       |                        |                       |                                            |
| 2000/2001 | Liga FEV                  | 1. miejsce       |                        |                       |                                            |
| 2001/2002 | Superliga                 | 10. miejsce      |                        |                       |                                            |
| 2002/2003 | Superliga                 | 7. miejsce       | ćwierćfinał            |                       |                                            |
| 2003/2004 | Superliga                 | 3. miejsce       | półfinał               |                       |                                            |
| 2004/2005 | Superliga                 | 2. miejsce       | 1. miejsce             |                       | Puchar CEV – 2. miejsce                    |
| 2005/2006 | Superliga                 | 1. miejsce       | 1. miejsce             | 1. miejsce            | Puchar Top Teams – 2. miejsce              |
| 2006/2007 | Superliga                 | 1. miejsce       | 3. miejsce             | 2. miejsce            | Liga Mistrzów – 2. runda fazy play-off     |
| 2007/2008 | Superliga                 | 1. miejsce       | ćwierćfinał            | 1. miejsce            | Liga Mistrzów – 1. runda fazy play-off     |
| 2008/2009 | Superliga                 | 3. miejsce       | półfinał               | 1. miejsce            | Liga Mistrzów – 1. runda fazy play-off     |
| 2009/2010 | Superliga                 | 4. miejsce       | ćwierćfinał            |                       | Puchar CEV – 1/8 finału                    |
| 2010/2011 | Superliga                 | 5. miejsce       | półfinał               |                       | Puchar Challenge – 2. runda kwalifikacyjna |

Poziom rozgrywek:
     pierwszy poziom
     drugi poziom
     trzeci poziom

## Osiągnięcia
Mistrzostwo Hiszpanii:
- 1. miejsce (3x): 2006, 2007, 2008
- 2. miejsce (1x): 2005
- 3. miejsce (2x): 2004, 2009

Puchar Króla Hiszpanii:
- 1. miejsce (2x): 2005, 2006

Puchar CEV:
- 2. miejsce (1x): 2005

Superpuchar Hiszpanii:
- 1. miejsce (3x): 2005, 2007, 2008
- 2. miejsce (1x): 2006

Top Teams Cup:
- 2. miejsce (1x): 2006